# EBE
EBE var ett svenskt motorcykelmärke tillverkat på EBE-verken i Åmål. Man började tillverka en påhängsmotor 1917, och från 1922 tillverkades motorcyklar fram till 1929 då företaget gick omkull. EBE var framgångsrika vid motorcykeltävlingar där de kördes av förare som Rolf Gülich, Henry Lindqvist och Karl-Gustaf Karlsson.